# Anne Cauquelin
Anne Cauquelin é filósofa e artista visual, além de romancista e ensaísta. Em sua busca de capturar e esclarecer a arte contemporânea e seu contexto, elaborou pesquisas de visão panorâmica, principalmente dos regimes da arte e suas mudanças do moderno ao contemporâneo.
É doutora e professora emérita em filosofia estética na Université de Picardie e Université Paris Nanterre, foi redatora-chefe da revista Revue d'Esthétique, sendo autora de Potamor, Cineville e Les prisons de César, e de abordagem profunda, elaborou ensaios sobre arte e filosofia, as quais são descritas pela crítica como “um banquete para a mente”.
Entre diversas publicações destacam-se: A invenção da Paisagem (2004), Teorias da Arte (1998), Aristóteles (1994) e Arte Contemporânea: Uma Introdução (1992).
| Anne Cauquelin                    | Anne Cauquelin |
| --------------------------------- | --- |
| Nascimento Nacionalidade Formação | 14 de janeiro de 1926 Francesa Université Paris Nanterre                                                                                               |
| Atividades                        | Filósofa, pintora, teórico da arte, artista visual, professora universitária, escritora, professora, universitária, editora, ensaísta, crítica de arte |
| Trabalhou para                    | Université Paris-Nanterre Université de Picardie Nouvelle Revue d'esthétique                                                                           |

## Biografia

### Pesquisas
Doutora em Filosofia, Anne Cauquelin defende a tese intitulada Urbanisme: proposition pour une approche oblique, sob a direção de Mikel Dufrenne (1976). Entre 2001 a 2011 trabalhou como editora-chefe da Nouvelle revue d'école.
Os seus principais trabalhos de investigação e educativos centram-se na cidade, na noção e percepção da paisagem na arte do Renascimento e Brunelleschi, na linguagem e na arte, na filosofia antiga, em Aristóteles, e na incompreensão pública para a arte contemporânea . Descreve tomando emprestado de Ludwig Wittgenstein, como um jogo dessacralizante, e anti-doxo, cujo primeiro representante foi claro o Ready-made de Marcel Duchamp,  .
Neste jogo, o artista desaparece, o público, ou seja, o teórico da arte, o crítico de arte, o esteta, o amador, não encontra aí os marcadores do seu património cultural.

### Perspectivas teóricas

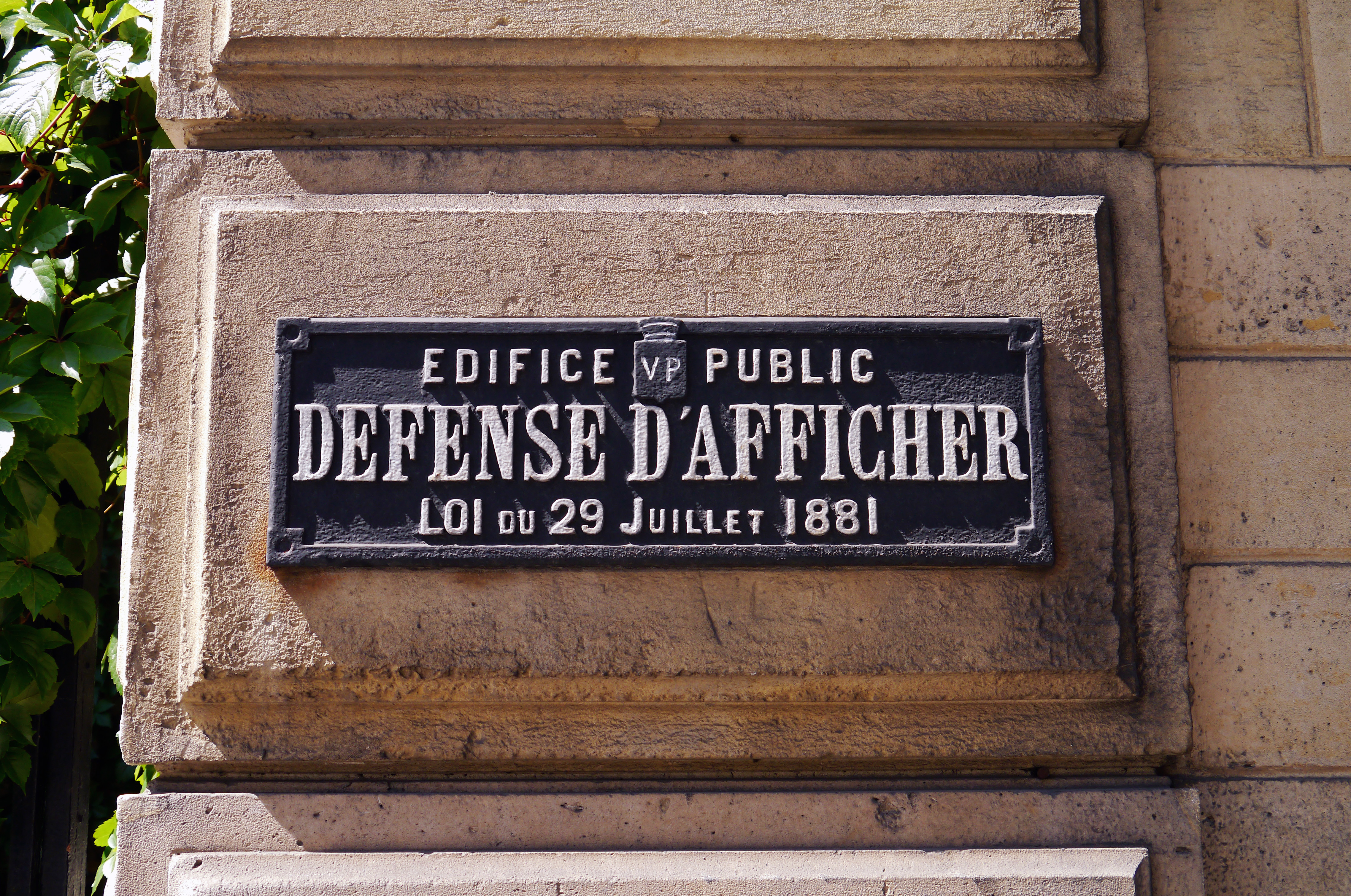
Proibição de exposição em edifícios públicos

Desde seus primeiros trabalhos, Anne Cauquelin se aprofunda nos usos do espaço urbano e arquitetônico, de Versalhes às novas cidades, sem excluir as favelas. Evoca também as alegrias e maldições do Ratp, das ruas e dos bistrôs; estes lugares comuns aos habitantes das cidades.
Notando, também, que o planeamento urbano é uma superfície de inscrição e que as sociedades ali erguem, em camadas, monumentos à sua própria memória e aos seus mortos  . Ela destaca os recursos contraditórios da doxa, que descreve como o inverso de Ciência, representando opinião, boato e grau quase zero de conhecimento, até mesmo, um falso conhecimento, — a doxa antiga e a doxa moderna através de seus avatares que são as novas tecnologias de comunicação – que pode criar boatos ou frustrar representações, inclusive racionais, mas desempenha um papel.
Ela também desenvolve uma reflexão sobre o fragmento (ou fragmentos) que conduzem por associação de ideias, conexões, paradas e retornos do pensamento à interpretação teórica (Court traité du fragment. Usages de l'œuvre d'art, Aubier 1999), ela retorna ao papel da doxa na estética julgamento que desempenha o papel de Vulgata na abordagem da arte contemporânea.
Segundo Jean-Philippe Catonné, Anne Cauquelin está particularmente interessada em “o que o impede de apreciar a arte contemporânea", nomeadamente "uma crençà a priori, uma disposição geral para acreditar em algo como arte". Uma expectativa de prazer estético, essa expectativa só pode ser frustrada, pois “a arte contemporânea tende a mover as fronteiras" de arte e não-arte, e "portanto necessariamente decepcionar".

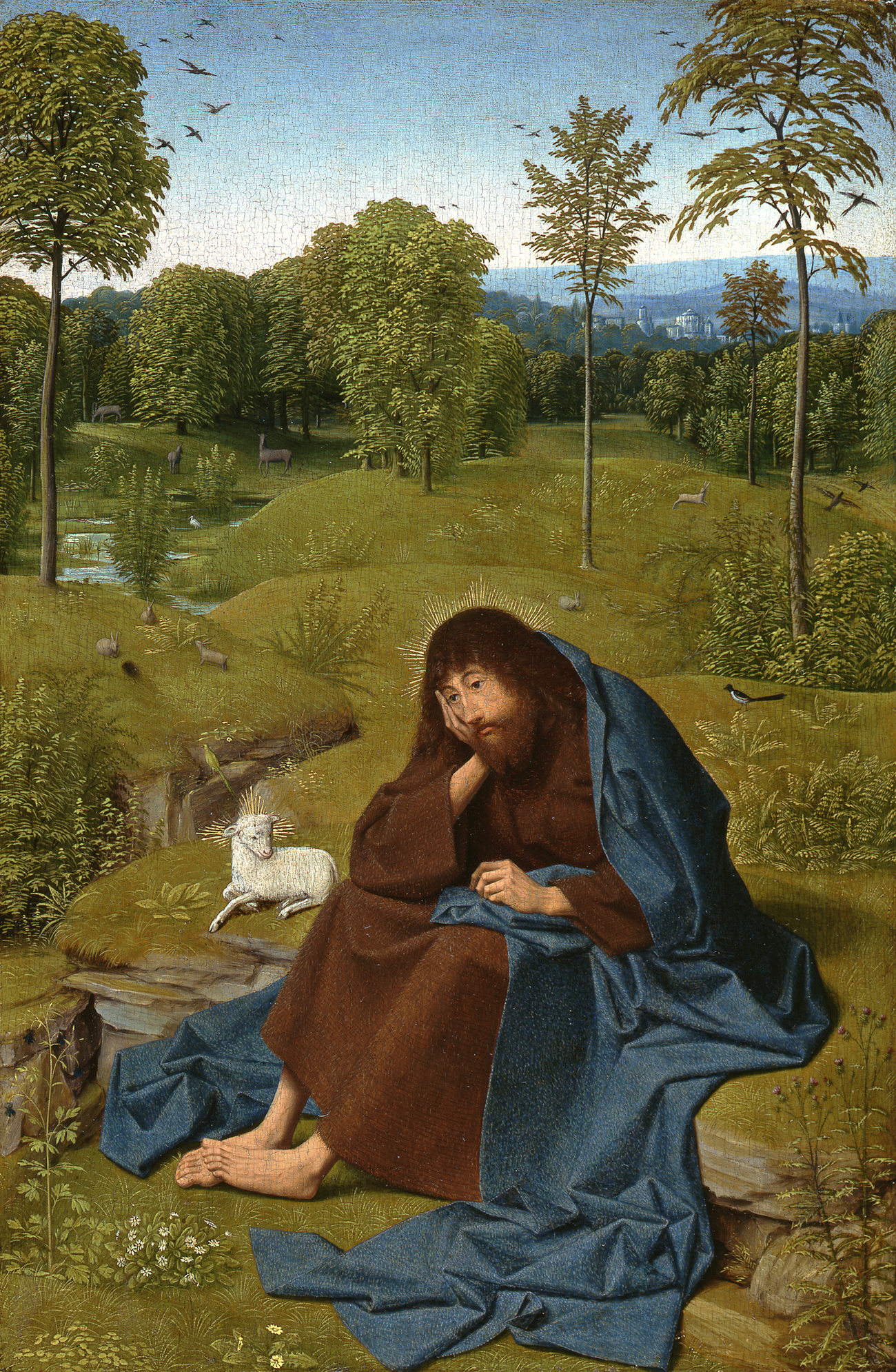
Geertgen tot Sint Jans, A paisagem e a contemplação.

Anne Cauquelin desenvolve assim uma reflexão sobre a noção significativa de paisagem10 como um à priori não natural, constitutivo das percepções entre o espectador ocidental, descrita em L’invention du paysage (A invenção da paisagem, 1989). Em que a perspectiva da paisagem condicionou fortemente a nossa abordagem perceptiva, a tal ponto que nós vemos o mundo na paisagem 11. Segundo a autora, a arte orienta assim, a nossa percepção da natureza 12.
O seu interesse pela arte criada em espaços virtuais, pela arte online, pela arte em rede, pelo Gerador Poiético e pelos seus novos dispositivos espaço-temporais, levou-a continuar pensar nas ligações entre o sítio e a paisagem (O sítio e a paisagem, 2002 - Le site et le paysage).
Questionou também as especificidades do jardim, em que a paisagista mantém uma relação discreta com a “historicidade da paisagem” e que define como uma obra aberta, onde natureza e cultura se cruzam; o jardim é uma composição de espaço mas também de tempo, mais do processo do que do resulta. O espaço é finito, fragmentado e trabalhoso face à paisagem [natural], imagem de uma distância que sugere o infinito. (Pequeno tratado sobre o jardim comum, 2003 - Petit traité du jardin ordinai). Quanto à Land art, o seu material é a natureza que se trata de “despaisagem”.

## Publicações
- A Cidade à Noite, PUF, Crítica da Política, 1977 (apresentação online).[9]
- Potamor (récit). [S.l.]: Fenixx. 1978. ISBN 978-2-02-124889-0 .
- Les Prisons de César (1979).
- Cinévilles, UGE, “10-18», 1979 (apresentação online) .
- Ensaio sobre filosofia urbana, PUF, 1982.
- Em colaboração com Roger Lenglet: Ciência: o problema da popularização, Encyclopædia Universalis, Universalia, 1986.
- Aristóteles: Linguagem, Paris, PUF, 1990, (apresentação online) .
- A Morte dos Filósofos e Outros Contos, PUF, Perspectivas Críticas, 1992.[10]
- Breve tratado sobre o fragmento: uso da obra de arte, Aubier, 1992, (apresentação online) .
- Arte Contemporânea, PUF, 1993.

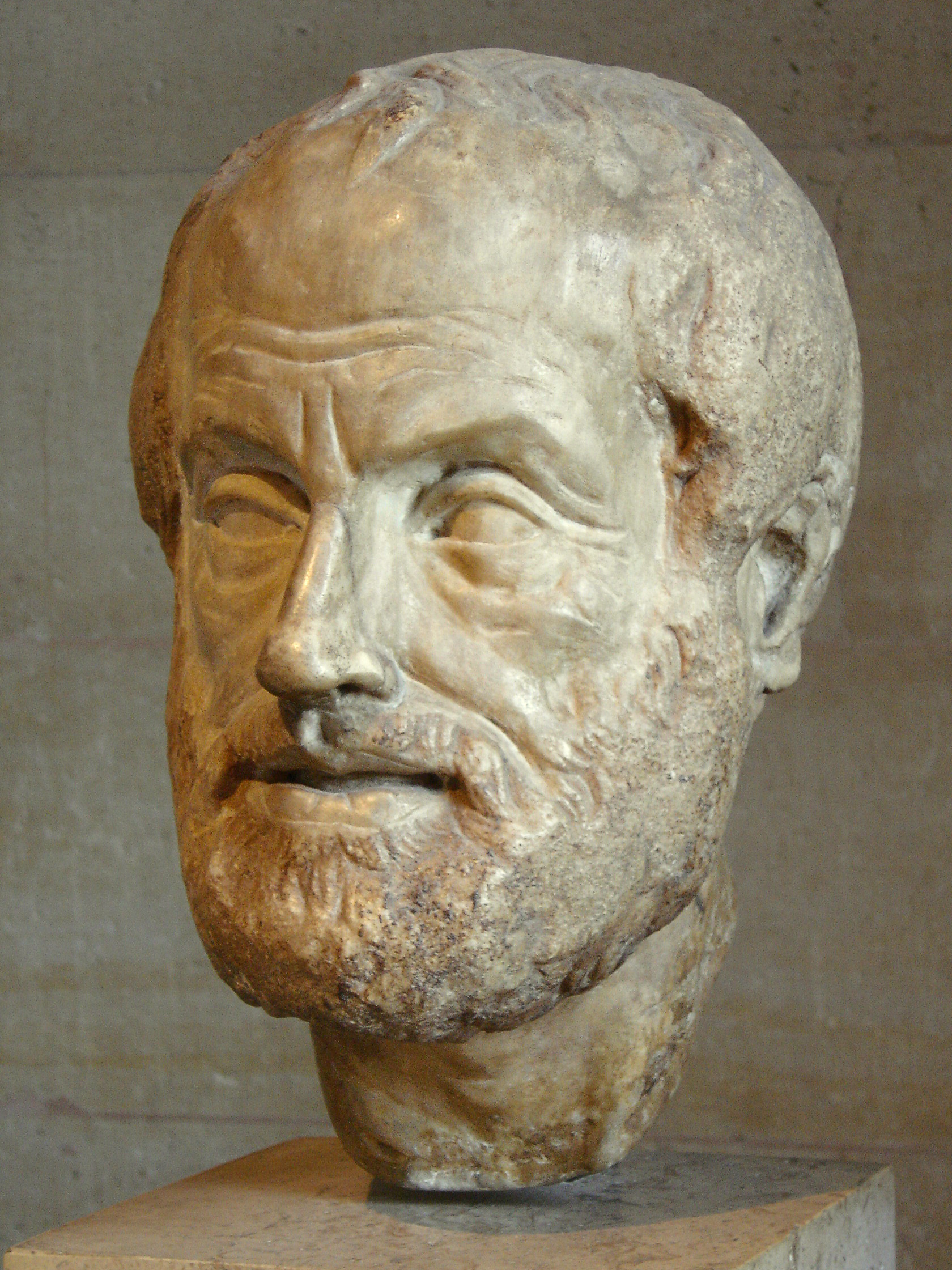
Anne Cauquelin é autora de obras sobre Aristóteles

- Aristóteles, Éditions du Seuil, Écrivains de vivre, 1994.
- Os animais de Aristóteles: sobre a história natural de Aristóteles, The Purloined Letter, 1995.
- O Ladrão de Anjos, L'Harmattan, « Estética ", 1997ISBN 9782738455307
- A arte do comum : o bom uso da doxa, Seuil, 1999.
- Autoexposição : de diários a webcams, Eshel, 2003.[11]
- A Invenção da Paisagem, PUF, “ Quadriga », 2004, (apresentação online) .
- Pequeno tratado sobre o jardim comum, Rivages, 2005 (apresentação online) .
- Atendendo aos intangíveis, contribuição para uma teoria da arte contemporânea, PUF, “ Linhas de arte », 2006.
- O Sítio e a Paisagem, PUF, “ Quadriga », 2007 (apresentação online) .
- Arte Contemporânea, PUF, « O que eu sei» n°2671, 2009ISBN 978-2130801658 .
- Teorias da arte, PUF, “ O que eu sei ? » n°3353, 2010. ISBN 978-2130731283, (apresentação on-line) .
- Na esquina dos mundos possíveis, PUF, “ Quadriga », 2010 (apresentação on-line) .
- Sobre a natureza das lebres, edições chemin de rond, “ Strette ", 2014. (Com vinte desenhos do autor.)
- Máquinas na cabeça, PUF, 2015.
- Em colaboração com Jean-Luc Hervé : Os Jardins da Escuta, MF, 2018.[12]